# E da qui
E da qui è un singolo del cantante pop rock italiano Nek, pubblicato il 15 ottobre 2010 dall'etichetta discografica Warner.
Il brano è stato scritto da Nek e Marco Baroni e prodotto da Nek, Alfredo Cerruti e Dado Parisini ed è il primo estratto dalla raccolta E da qui - Greatest Hits 1992-2010. È stato inoltre adottato dal Ministero della Salute e dal Dipartimento per le Politiche Antidroga per uno spot contro l'uso di droghe intitolato Non ti fare, fatti la tua vita, trasmesso l'anno successivo nel 2011.

## Tracce
Promo - CD-Single (Warner - (Warner)
1. E da qui - 4:05
2. Es Así - 4:05 (versione spagnola)